# Allocosa sangtoda
Allocosa sangtoda là một loài nhện trong họ wolfspinnen (Lycosidae).
Loài này thuộc chi Allocosa. Allocosa sangtoda được Carl Friedrich Roewer miêu tả năm 1960.